# Classe Pedro Nunes
A classe Pedro Nunes foi um modelo avisos de 2ª classe ao serviço da Marinha Portuguesa.
Os navios da classe foram construídos no Arsenal de Marinha em Lisboa.
A construção dos navios esteve inserida no Programa Naval Português da década de 1930. Como avisos coloniais, os navios da classe foram projetados para operarem nos territórios do Império Colonial Português com a missão de defesa da soberania de Portugal.
No final da década de 1950 e início da de 1960, os navios foram transformados em navios hidrográficos tendo-lhes sido retirado algum do armamento. O NRP Pedro Nunes, foi transformado em 1959 passando a ostentar o número de amura A 528, e o NRP João de Lisboa em 1961, passando a ter o número A 5200. Estando baseado na Guiné Portuguesa, como navio hidrográfico, o Pedro Nunes no entanto ainda realizou aí algumas missões de combate, incluindo o apoio de fogo às tropas portuguesas envolvidas na Guerra do Ultramar.

## Navios
| Número de amura     | Nome               | Estaleiro          | Comissão | Observações |
| ------------------- | ------------------ | ------------------ | -------- | --- |
| A 528 (1959)        | NRP Pedro Nunes    | Arsenal da Marinha | 1935–76  | Inicialmente NRP Infante D. Henrique, mas rebatizado Pedro Nunes ainda antes de ser lançado à água. Entre 1959 e 1976 operou como navio hidrográfico. |
| F 477 A 5200 (1961) | NRP João de Lisboa | Arsenal da Marinha | 1937–66  | Convertido em 1961 num navio hidrográfico. Mais tarde foi abatido e transformado em batelão do Tejo, conservando no entanto o nome.                   |